# Conus bodarti
Conus bodarti é uma espécie de gastrópode do gênero Conus, pertencente a família Conidae.